# ローリングシャッター現象

動いているプロペラと走っている車をローリングシャッターで撮影したときに生じる写真の歪み（クリックで再生）

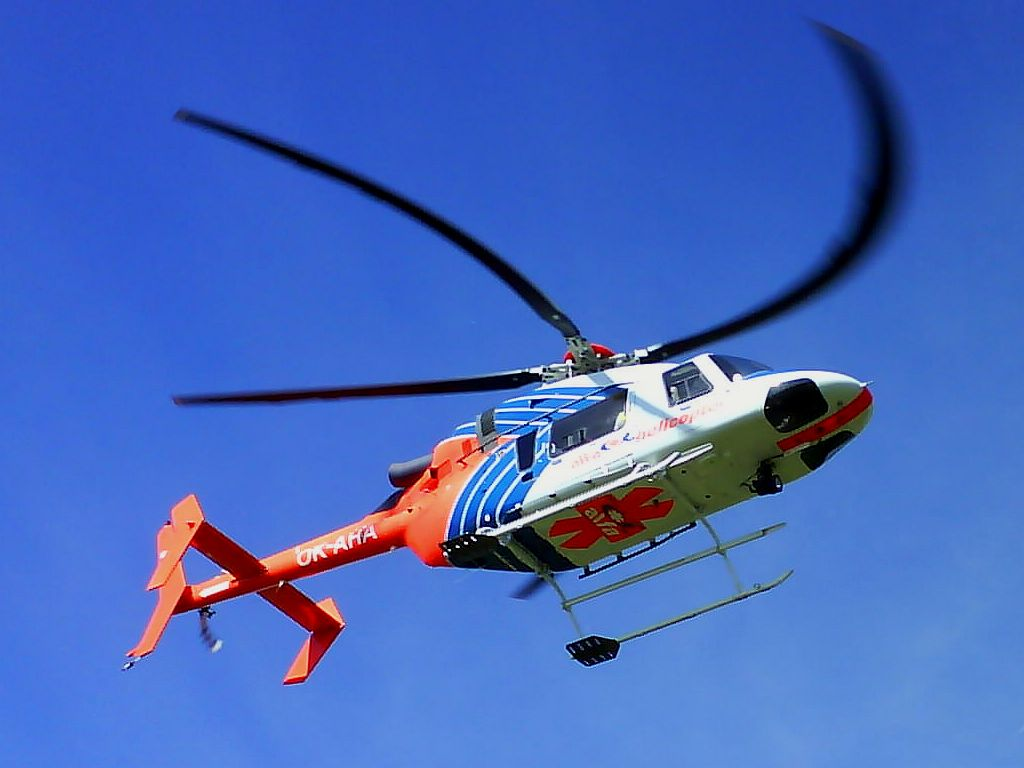
ローリングシャッター現象でローターが歪んだヘリコプターの写真

ローリングシャッター現象（ローリングシャッターげんしょう、英語: rolling shutter phenomenon）とは、動いている対象を写真や動画に撮るとき、撮影した画像に独特の歪みが生じる現象のことである。

## 概要
ローリングシャッターは、カメラやビデオカメラにおいて、シーン全体を瞬間的に撮影するのではなく、垂直、水平、または回転方向に高速にスキャンすることによって各フレームをキャプチャする画像キャプチャ方法である。これは、シーンのすべての部分が同じ瞬間に記録されるわけではないが、再生時にはあたかも一瞬のスナップショットのように見える。これにより、高速で移動する物体や光の急速な点滅に対して歪みが生じる。これをローリングシャッター現象という。
ローリングシャッターの影響の大きさは、シャッター幕の速度やセンサーの読み出し速度に依存する。このため、シャッター露出時間を短くしても影響が見られる。特に、デジタルカメラの電子シャッターを使用した場合、センサーの読み出し速度が十分でないため、はっきりと影響が現れる。また、ゴルフクラブや野球のバットスイングなど、動きが高速な被写体において、影響が顕著である。
一方、フレーム全体が同時にキャプチャされる「グローバルシャッター」では、ローリングシャッター現象は生じない。

## ローリングシャッターによる歪み
ローリングシャッターは以下のような歪み効果を引き起こす可能性がある。
1. 揺れ (ジェロ効果とも言われる): 望遠設定で手持ち撮影する場合や移動中の車両から撮影する場合など、カメラが振動しているときに発生する。画像が不自然に揺れる。
2. 歪み: カメラや被写体が一方から他方へ移動すると、画像が斜めに曲がり、画像のさまざまな部分がさまざまなタイミングで露出される。
3. 空間エイリアシング: カメラや物体の動きが速すぎる場合、垂直に隣接するピクセルがサンプリング定理に反してサンプリングされる。高速で回転するプロペラの撮影時などに発生する。
4. 時間的エイリアシング（部分露光）: カメラのフラッシュが露出時間の一部だけオンになると、フラッシュの照明が特定のフレーム内の一部のピクセル行にしか存在しない場合がある。これは、蛍光灯、ストロボ効果、稲妻などの急速な光のバースト時に発生する。ローリングシャッター現象の例  - 「部分露光」を示す写真。写真の上部と下部の露出の間で照明条件が一致していない。
  - 回転ディスク上で生じるローリング シャッター現象のシミュレーション 
(click for animation)
  - カメラのローリングシャッターが、AC 電源 と発光ダイオードのちらつきによって生じるフクシアの縞模様
  - 走行中の車から撮影した写真の歪み。フェンスや門など、前景にある物体は歪んでいるが、背景にある遠方のオブジェクトは通常のまま。

## ローリングシャッターの修正
ローリングシャッターの歪みを修正するアルゴリズムも存在し、これにより影響を受けた画像やビデオを改善することができる。